# Phil Räbiger
Phil Räbiger (* 26. April 1990 in Eschwege) ist ein deutscher ehemaliger Handballspieler.
Der 1,95 m große Räbiger spielte von 2009 bis 2024 im Rückraum beim Drittligisten GSV Eintracht Baunatal, mit dem er in der Saison 2011/12 den dritten Platz erreichte. In der Saison 2012/13 war er mit einem Zweitspielrecht für den Bundesligisten MT Melsungen ausgestattet.

## Privates
Räbiger stammt aus Wanfried und studierte Lehramt (Mathematik/Sport) an der Universität Kassel. Mittlerweile ist er Lehrer an einer Mittelschule unterrichtet dort Sport sowie Mathematik. Er ist Vater eines Sohnes.